# Jag ville lova och prisa
Jag ville lova och prisa är en psalm i åtta verser som förmodas vara skriven av Laurentius Laurinus (1573-1655), översattes av okänd för 1695 års psalmbok, inte togs med i 1819 års psalmbok, men efter "en ganska betydande bearb. och förkortning" (Oscar Lövgren, Psalm- och sånglexikon, 1964) av Johan Alfred Eklund 1911 åter togs med i 1937 års psalmbok.
Melodin är en tonsättning från 1697 som också användes för psalmen Uppvaknen, I kristne alla (1921 nr 663).

## Publicerad som
- Nr 285 i 1695 års psalmbok "Begynna wil jagh att prisa"
- Nr 596 i Nya psalmer 1921, tillägget till 1819 års psalmbok under rubriken "Det Kristliga Troslivet: Troslivet hos den enskilda människan: Trons prövning under frestelser och lidanden".
- Nr 359 i 1937 års psalmbok under rubriken "Trons prövning under frestelser och lidanden".